# Музеи Кишинёва
Эта статья посвящена музеям города Кишинёва — столицы Молдавии.

## История
Первым кишинёвским музеем был церковно-археологический музей, основанный в первой половине XIX века. В 1880-е годы открылся Музей Понта Скифского, в фондах которого хранились археологические находки из Бессарабии, Украины и Крыма. Этот музей не сохранился до наших дней. В 1889 году на базе сельскохозяйственной выставки в Кишинёве был основан Зоологический, сельскохозяйственный и кустарный музей Бессарабского губернского земства.
Множество музеев в городе было создано после присоединения Бессарабии к СССР. В 1940 году основан Художественный музей МССР, 25 августа 1945 — Республиканский музей краеведения, 10 февраля 1948 — Дом-музей Пушкина, 9 мая 1948 — Музей Котовского и Лазо, в 1958 году — Музей археологии и этнографии АН МССР, в 1960 — Музей подпольной типографии ленинской газеты «Искра», позже филиал Музея истории Компартии Молдавии.
В 1965 году открылся Литературный музей, в 1966 — Музей героев культуры, в 1968 — Музей природоведения, в 1969 — Мемориальный музей болгарских ополченцев, в 1973 — Дом-музей Щусева, в 1974 — Музей народного образования Молдавской ССР, в 1975 — Музей воинской славы, в 1977 — Музей дружбы народов, в 1978 — Музей научного атеизма, в 1983 — Исторический музей МССР.
В советский период во многих школах города работали школьные музеи.

## Современные музеи
- Галерея L
- Дом-музей А.С.Пушкина
- Дом-музей Щусева

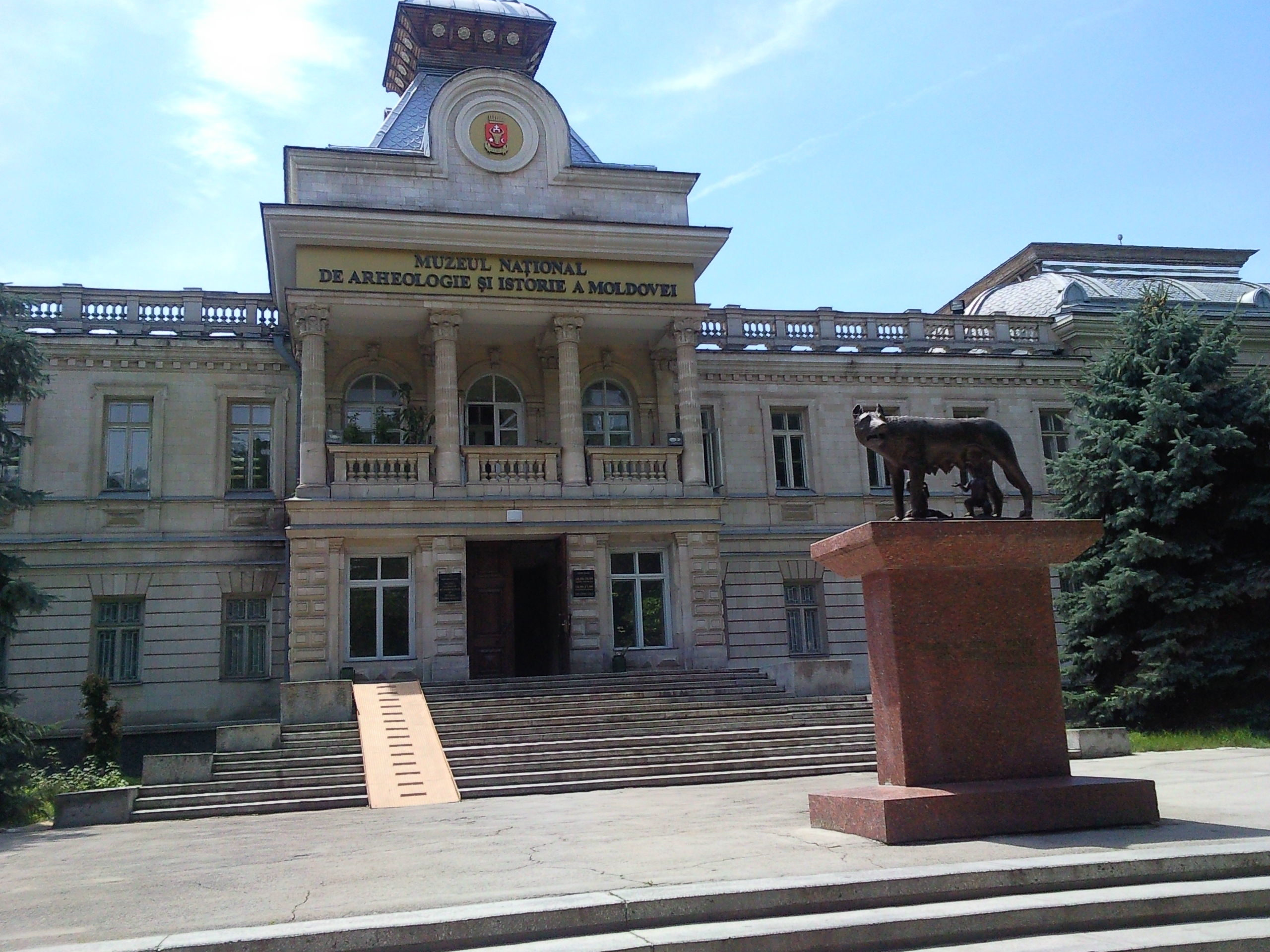
Национальный музей истории Молдовы

- Музей археологии и этнографии Академии Наук Республики Молдова
- Музей мёда (село Кондрица)
- Музей национальной армии
- Музей пожарного
- Музей румынской литературы «М. Когэлничану»
- Музей трудовой славы Управления электротранспорта города Кишинёва
- Национальный музей изобразительного искусства Республики Молдова
- Национальный музей истории Молдовы
- Национальный музей этнографии и естественной истории
- Республиканский педагогический музей